# الطريق البحري الغربي الداخلي

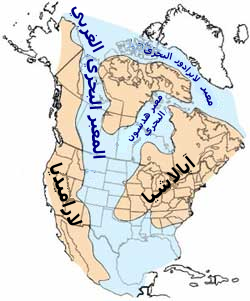
الطريق البحري الغربي الداخلي خلال الطباشيري الأوسط منذ 100 مليون سنة تقريبًا

الطريق البحري الغربي الداخلي (يُسمى أيضًا الطريق البحري الطباشيري، والبحر الداخلي الأمريكي الشمالي) كان بحر داخلي كبير كان موجودًا من منتصف إلى أواخر عصر الطباشيري وأيضًا في وقت مبكر جدًا من الباليوجين، كان يقسم قارة أمريكا الشمالية إلى أرضين، لاراميديا إلى الغرب وأپالاتشيا في الشرق، كان يمتد من خليج المكسيك ومن خلال منتصف ما هما اليوم الولايات المتحدة وكندا، وكان يلتقي مع المحيط المتجمد الشمالي إلى الشمال، وصل حجمه الأقصى إلى 2,500 قدم (760 م) عمقًا و600 ميل (970 كـم) عرضًا و2,000 ميل (3,200 كـم) طولًا.